# Antonio Alba
Antonio Alba, eigentliche Schreibweise Antônio Alba, (* 1936; † 2019) war ein brasilianischer Radrennfahrer und nationaler Meister im Radsport.

## Sportliche Laufbahn
1956 gewann Alba zwei Etappen der Portugal-Rundfahrt, die er als 23. des Endklassements beendete.
Mit Claudio Rosa als Partner siegte er 1959 in den Sechstagerennen von São Paulo und Uberlândia. In Brasilien siegte er 1956 im Rennen Prova Ciclística 9 de Julho. 1957 wurde er in diesem Rennen Zweiter hinter Artur Guimarães Coelho. Von 1956 bis 1959 war er als Berufsfahrer aktiv, wobei er für den Fahrradhersteller Caloi S.A., São Paulo, antrat. Er startete auch für die Radsportteams Associação Portuguesa de Desportos und Sangalhos Desporto Clube.
Eine Todesmeldung vom Dezember 2019 besagt, er sei auf dem Friedhof der Stadt São Caetano do Sul beerdigt worden.